# Stara Wieś (rejon żółkiewski)
Stara Wieś – wieś na Ukrainie w rejonie lwowskim (wcześniej w rejonie żółkiewskim) należącym do obwodu lwowskiego.